# Sulawesiwaaierstaart
De sulawesiwaaierstaart (Rhipidura teysmanni) is een zangvogel uit de familie Rhipiduridae (waaierstaarten).

## Taxonomie
De vogel werd al in 1878 op Sulawesi verzameld door de plantkundige Johannes Elias Teijsmann en 14 jaar later door de Zwitsers/Nederlandse vogelkundige van het Rijksmuseum van Natuurlijke Historie in Leiden  Johann Büttikofer geldig beschreven.

## Herkenning
De vogel is gemiddeld 14 cm lang. Dit taxon behoort tot de nauwe verwanten van de vuurstuitwaaierstaarten. Bij deze soort is de borst egaal donkergrijs tot zwart en opvallend is vooral de roodbruine tot okerkleurige buik en onderstaart.

## Verspreiding en leefgebied
Deze soort komt voor op het Indonesische eiland Sulawesi en telt drie ondersoorten:
- R. t. teysmanni Büttikofer, 1892: montaan gebied in zuidwestelijk Sulawesi.
- R. t. toradja Stresemann, 1931: montaan gebied in midden en zuidoostelijk Sulawesi.
- R. t. coomansi van Marle, 1940: montaan gebied in noordelijk Sulawesi.

De leefgebieden liggen in natuurlijk tropisch en subtropisch bos tot op 2300 meter boven zeeniveau.

## Status
De grootte van de populatie is niet gekwantificeerd maar de soort wordt omschreven als schaars tot algemeen. Op de Rode lijst van de IUCN heeft deze soort de status niet bedreigd.